# 久那土村
久那土村（くなどむら）は山梨県西八代郡にあった村。現在の南巨摩郡身延町北西部、身延線久那土駅周辺から東方一帯にあたる。

## 歴史
- 1889年（明治22年）7月1日 - 町村制の施行により、三沢村、樋田村、車田村、切房木村、道村、水船村、芝草村の区域をもって発足。
- 1955年（昭和30年）4月1日 - 山保村の一部（大字久保・嶺・大山および山家の一部）を編入。
- 1956年（昭和31年）9月30日 - 下部町・古関村・共和村と合併し、改めて下部町が発足。同日久那土村廃止。

## 交通

### 鉄道路線
- 日本国有鉄道
  - 身延線
    - 久那土駅